# Paus Victor III
Victor III, geboren als Victor Daufari (Benevento, 1027 - Cassino, 16 september 1087) was paus van 24 mei 1086 tot aan zijn overlijden in 1087.
Daufari behoorde tot de niet-regerende tak van de Lombardische hertogen van Benevento. Daufari was benedictijn in de Abdij van Monte Cassino, waar hij abt werd in 1058 onder de naam Desiderius.
In mei 1086 werd hij tot paus gekozen, maar pas in maart 1087 aanvaardde hij de keuze. Als paus trad hij op in de geest van zijn voorganger paus Gregorius VII. Hij hield vast aan het verbod op lekeninvestituur, hief de kerkelijke ban tegen Hendrik IV niet op en organiseerde een veldtocht tegen de Saracenen in Noord-Afrika, waar men een overwinning behaalde en een groot aantal christelijke gevangenen bevrijdde.
In 1887 werd hij zalig verklaard.
Cursief: tegenpaus
- Biblioteca Nacional de España: XX1467330
- Bibliothèque nationale de France: cb13322391z (data)
- Catàleg d'autoritats de noms i títols de Catalunya: 981058519812706706
- Gemeinsame Normdatei: 118971131
- International Standard Name Identifier: 0000 0003 8680 8256
- Library of Congress Control Number: n83198138
- Nationale Bibliotheek van Tsjechië: skuk0005734
- Nationale Bibliotheek van Israël: 987007457749805171
- Nationale Bibliotheek van Polen: a0000002739265
- Nederlandse Thesaurus van Auteursnamen: 070558094
- Istituto Centrale per il Catalogo Unico: RMSV045384
- Système universitaire de documentation: 027748758
- Virtual International Authority File: 264988483
- WorldCat: E39PBJtX7kqfHtRD9CfrwJd84q